# Eberardo
Eberardo  è un nome proprio di persona italiano maschile.

## Varianti
- Maschili: Everardo[2][5], Everaldo[2][5], Evrardo[2]
- Femminili: Eberarda[3], Everarda[5], Evararda[2], Everalda[5]

### Varianti in altre lingue
- Catalano: Eberard[6], Everard[6]
- Francese: Évrard[7]
- Germanico: Eberhard[1][7], Ebarhard[1], Eborhard[1], Eburhard[8]
- Inglese: Everard[7][8]
- Inglese antico: Eoforheard[7][8]
- Latino: Everhardus
- Olandese: Evert[7]
  - Ipocoristici: Eef[7]
- Spagnolo: Eberardo[6][7], Everardo[6]
- Tedesco: Eberhard[1][7]
  - Ipocoristici: Ebbe[7]

## Origine e diffusione
Deriva da Eberhard, nome germanico documentato dall'VIII secolo in varie forme, composto da eber ("cinghiale") e hard o hart ("forte", "audace", "coraggioso", "valoroso"), quest'ultimo un elemento molto comune nell'onomastica germanica e ritrovabile anche in Leonardo, Eccardo, Adalardo, Gebardo e Rainardo e vari altri. Il significato complessivo può essere interpretato come "cinghiale forte", "cinghiale coraggioso/ardito", "forte/valoroso come un cinghiale" o, in senso lato, anche "audace nella caccia".
Il nome non giunse in Italia durante il Medioevo, probabilmente perché non era usato dai Longobardi, a cui si deve l'importazione di gran parte dei nomi germanici nella penisola. L'uso in italiano moderno è dovuto in parte al culto dei vari santi così chiamati, in parte all'imitazione recente della moda tedesca: è attestato in Nord Italia e, per le varianti in Ev-, anche in Centro Italia, ma è piuttosto raro e gode di una diffusione significativa solo in Alto Adige.
In Inghilterra venne portato dai Normanni, andando a rinforzare un preesistente nome inglese antico imparentato, Eoforheard; il suo uso è calato in seguito al Medioevo, ma nel frattempo ha generato alcuni cognomi, come Everard (che potrebbe essere responsabile dell'uso moderno del nome) ed Everett (da cui deriva il nome proprio Everett).

## Onomastico
L'onomastico si può festeggiare in memoria di diversi santi, alle date seguenti:
- 8 gennaio, sant'Erardo o Eberardo, missionario irlandese, vescovo di Ratisbona[6][10]
- 22 giugno, sant'Everardo, canonico della cattedrale di Bamberga, monaco benedettino a Prüfening, arcivescovo di Salisburgo[1][10][11]
- 15 luglio, sant'Eberardo, pastore presso Luzy[10]
- 14 agosto, sant'Eberardo, fondatore e primo abate dell'abbazia di Einsiedeln[1][10]
- 28 settembre, sant'Eberardo, pastore a Frisinga[1]
- 16 dicembre, sant'Eberardo, marchese del Friuli, fondatore di un monastero a Cysoing[11]

Si ricordano inoltre anche diversi beati:
- 9 gennaio, beato Eberardo, canonico premonstratense, priore a Schäftlarn[10]
- 25 marzo (o 7 aprile[1][6]), beato Ebeardo VI, conte di Nellenburg, fondatore e poi monaco nel convento di Allerheiligen[1][10][11]
- 5 luglio, beato Eberardo, monaco laico nell'abbazia di Villers-la-Ville[1]
- 31 luglio, beato Everardo Hanse, sacerdote, martire a Londra[11]
- 12 agosto, beato Eberardo, abate di Breisach[1]
- 30 novembre, beato Eberardo di Stahleck, eremita presso Chumbd sull'Hunsrück[10][11]

## Persone
- Eberardo, patriarca di Aquileia

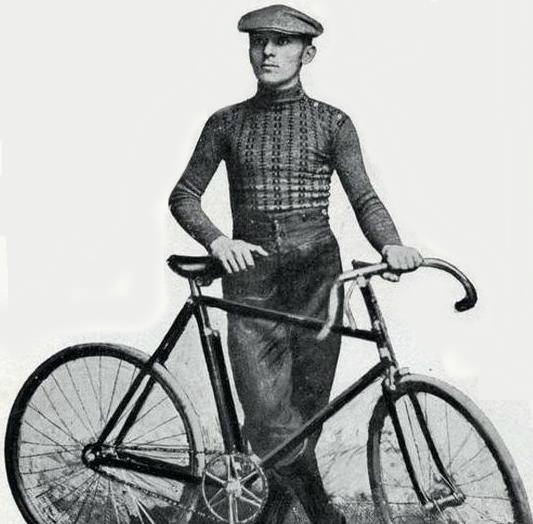
Eberardo Pavesi

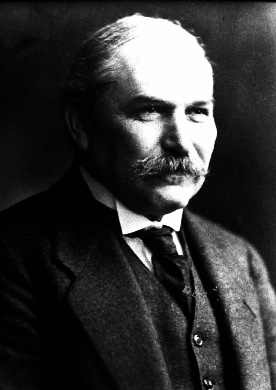
Eberhard Gothein

- Eberardo, arcivescovo di Salisburgo
- Eberardo, duca di Baviera
- Eberardo, duca di Franconia
- Eberardo, marchese del Friuli
- Eberardo II, conte di Württemberg
- Eberardo III, conte di Württemberg
- Eberardo IV, conte di Württemberg
- Eberardo I, duca di Württemberg
- Eberardo II, duca di Württemberg
- Eberardo III, duca di Württemberg
- Eberardo Ludovico, duca di Württemberg
- Eberardo di Béthune, grammatico fiammingo
- Eberardo Pavesi, ciclista su strada e dirigente sportivo italiano
- Eberardo Villalobos, calciatore cileno

### Variante Eberhard

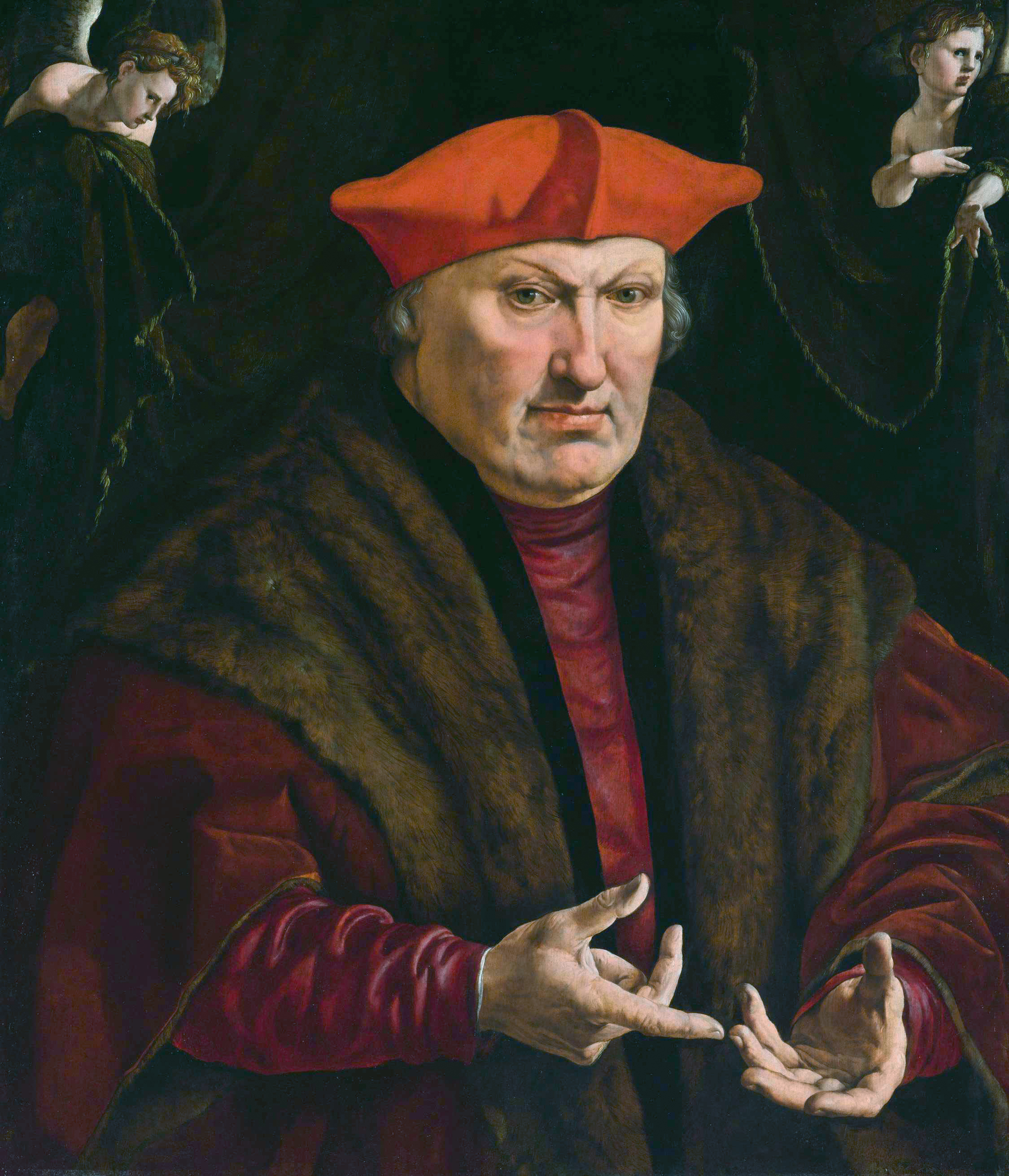
Eberhard von der Mark

- Eberhard Gienger, ginnasta e politico tedesco
- Eberhard Gothein, accademico, storico ed economista tedesco
- Eberhard Jäckel, storico tedesco
- Eberhard Horst, scrittore tedesco
- Eberhard Limbrock, presbitero e missionario tedesco
- Eberhard Riedel, sciatore alpino e politico tedesco
- Eberhard Rodt, generale tedesco
- Eberhard Vogel, calciatore e allenatore di calcio tedesco
- Eberhard von der Mark, cardinale e vescovo cattolico tedesco
- Eberhard von Mackensen, generale tedesco
- Eberhard Waechter, baritono austriaco
- Eberhard Zangger, geologo e archeologo svizzero

### Variante Everard

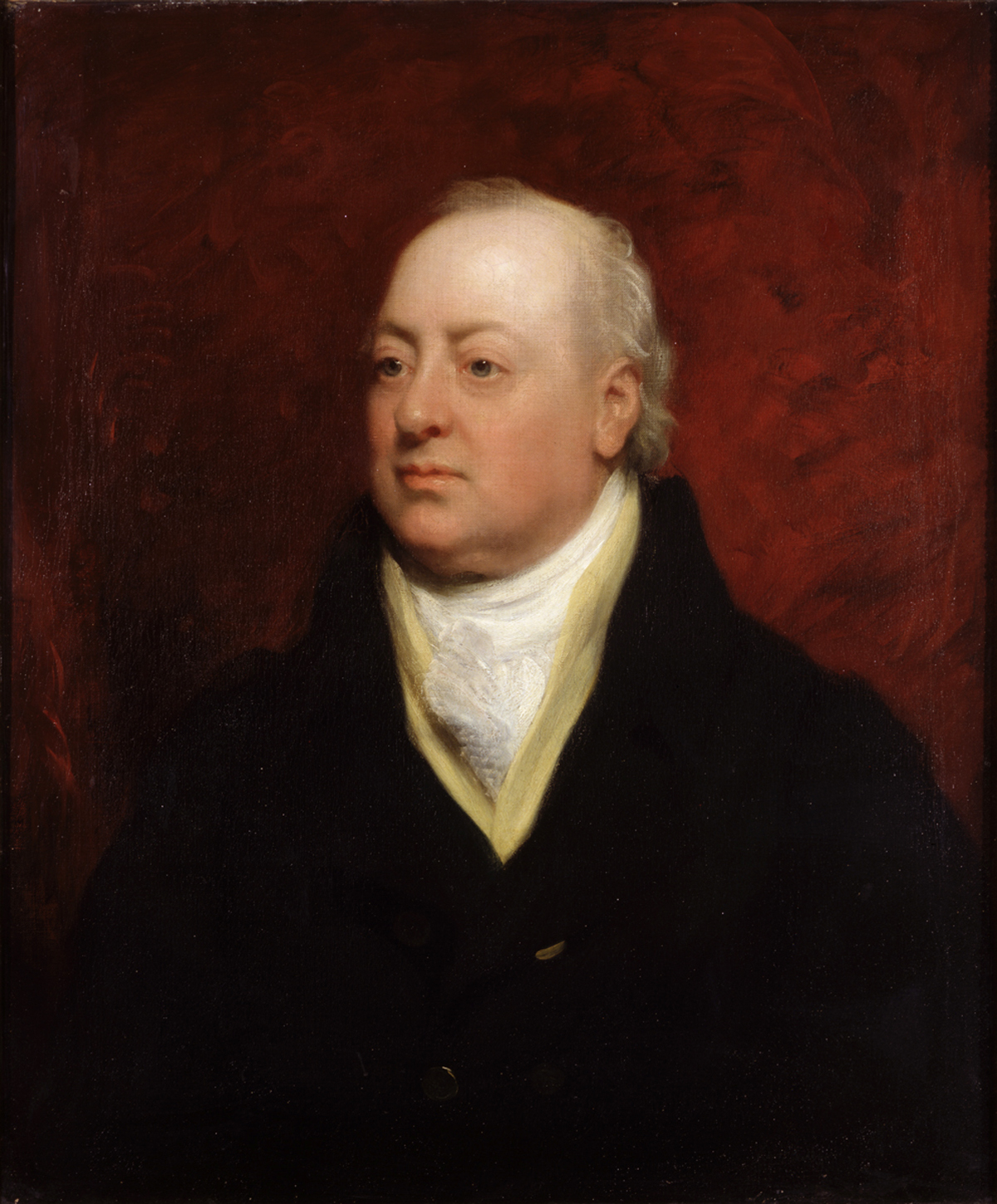
Everard Home

- Everard Bartlett, cestista neozelandese
- Everard Butler, canottiere canadese
- Everard des Barres, Gran Maestro dell'Ordine Templare
- Everard Home, chirurgo, anatomista e paleontologo inglese

### Variante Evert

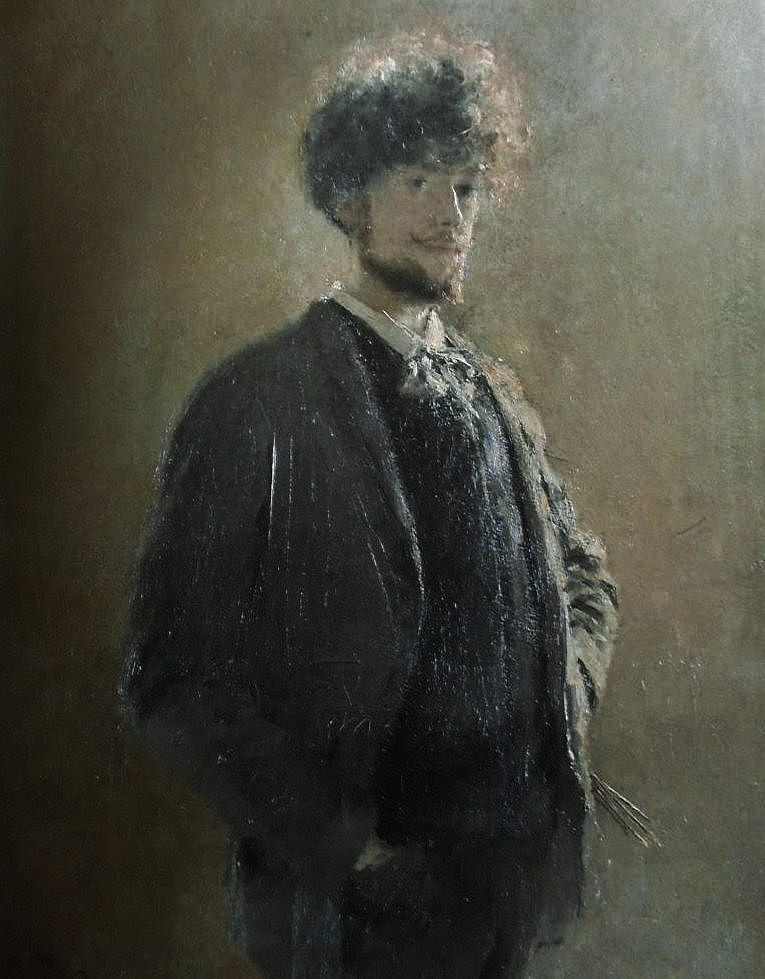
Evert Larock

- Evert Dolman, ciclista su strada olandese
- Evert Kroon, pallanuotista olandese
- Evert Larock, pittore e docente belga
- Evert Skoglund, calciatore italiano
- Evert van Linge, calciatore e architetto olandese

### Altre varianti
- Everardo Dalla Noce, giornalista e dirigente sportivo italiano
- Évrard de Fouilloy, vescovo cattolico francese
- Évrard II de La Marck-Arenberg, nobile francese
- Everhard Jabach, banchiere, collezionista d'arte e mecenate olandese naturalizzato francese
- Everhardus Kickius, pittore e disegnatore scozzese
- Everardo Mercuriano, religioso belga
- Everhardus Potgieter, scrittore olandese

## Il nome nelle arti
- Eberhard Mock è un personaggio di diversi romanzi di Marek Krajewski.